# Tatiana Volynkina
Tatiana Volynkina (Unión Soviética, 11 de septiembre de 1954-2008) fue una clavadista o saltadora de trampolín soviética especializada en trampolín de 3 metros, donde consiguió ser subcampeona mundial en 1975.

## Carrera deportiva
En el Campeonato Mundial de Natación de 1975 celebrado en Cali (Colombia), ganó la medalla de plata en el trampolín de 3 metros, con una puntuación de 473 puntos, tras su compatriota soviética Irina Kalinina (oro con 489 puntos) y por delante de la estadounidense Christine Loock (bronce con 466 puntos).